# Edmund Stachowicz
Edmund Kazimierz Stachowicz (ur. 28 lutego 1948 w Tczewie) – polski polityk, samorządowiec, poseł na Sejm IV kadencji, prezydent Starogardu Gdańskiego (2006–2014).

## Życiorys
W 1980 ukończył studia na Wydziale Nauk Społeczno-Ekonomicznych Wyższej Szkole Nauk Społecznych przy KC PZPR, a następnie studia podyplomowe na Wydziale Nauk Społecznych Uniwersytetu Gdańskiego. Od 1970 do 1982 działał w Związku Socjalistycznej Młodzieży Polskiej. Od 1972 do rozwiązania należał do Polskiej Zjednoczonej Partii Robotniczej, był I sekretarzem Komitetu Gminnego w Skarszewach, a od 1982 do 1990 etatowym pracownikiem Komitetu Wojewódzkiego. Wcześniej, od 1965, pracował jako monter i kierownik warsztatów szkolnych w Polfie Starogard Gdański. W latach 90. był m.in. dyrektorem wojewódzkiego biura parlamentarnego Sojuszu Lewicy Demokratycznej i radnym miasta.
Od 1998 do 2001 zasiadał w sejmiku pomorskim. Sprawował mandat posła na Sejm IV kadencji z okręgu gdańskiego, wybranego z listy Sojuszu Lewicy Demokratycznej. W 2005 bez powodzenia ubiegał się o reelekcję.
W 2006 został wybrany na prezydenta Starogardu Gdańskiego. W 2010 uzyskał reelekcję, był równocześnie szefem sztabu wyborczego KW SLD w województwie pomorskim. W 2014 przegrał wybory prezydenckie w Starogardzie Gdańskim w pierwszej turze, startując jako członek SLD z własnego komitetu. Nie uzyskał także mandatu radnego sejmiku, kandydując z listy SLD Lewica Razem. W 2015 wystartował do Sejmu jako kandydat Zjednoczonej Lewicy, a w 2018 ponownie kandydował bezskutecznie z listy SLD LR na radnego województwa.

## Odznaczenia
- Medal „Pro Memoria” (2005)[3]